# San Antonio Spurs 2023-2024
La stagione 2023-2024 dei San Antonio Spurs è stata la 57ª stagione della franchigia, la 48ª nella NBA, la 51ª a San Antonio.

## Stagione
Dopo aver terminato con il terzo peggior record nel 2022-2023, gli Spurs hanno vinto la NBA Draft Lottery 2023, aggiudicandosi la scelta numero 1 per la terza volta nella storia della franchigia, che ha portato alla selezione del centro francese Victor Wembanyama; le due precedenti volte che ha ottenuto la prima scelta al Draft NBA, ha selezionato Tim Duncan nel 1997 e David Robinson nel 1987.
L'8 luglio 2023 mister Gregg Popovich rinnova il proprio contratto con la franchigia texana, sottoscrivendo un accordo di cinque anni.
Dopo aver iniziato chiuso la preseason con la serie per 3–2, gli Spurs hanno perso 18 partite consecutive tra il 5 novembre e il 15 dicembre, la serie di sconfitte più lunga nella storia della franchigia. Nonostante i migliori sforzi di Wembanyama, sono stati eliminati dalla contesa per l'accesso ai play-off per la quinta stagione consecutiva, dopo aver perso il 7 marzo 2024 sul campo dei Sacramento Kings per 129-131.

## Draft
| Giro | Scelta | Giocatore         | Ruolo | Nazionalità | Università/Squadra |
| ---- | ------ | ----------------- | ----- | ----------- | ------------------ |
| 1    | 1      | Victor Wembanyama | C     | Francia     | Metropolitans 92   |
| 2    | 33     | Leonard Miller    | AP    | Canada      | G League Ignite    |
| 2    | 38     | Sidy Cissoko      | G/AP  | Francia     | G League Ignite    |

Il Draft NBA 2023 si è tenuto il 22 giugno 2023. Gli Spurs detenevano la prima scelta assoluta nel primo round e due scelte nel secondo round.

## Roster
| \| Pos. \| Num. \| Naz. \| Nome \| Altezza \| Peso \| Data nascita \| Provenienza \| \| ---- \| ---- \| -------------------------------------------------- \| ----------------------- \| ------- \| ------ \| ------------ \| ---------------- \| \| AG \| 26 \| Stati Uniti (bandiera) \| Barlow, Dominick \| 206 cm \| 98 kg \| 26-05-2003 \| Dumont HS (NJ) \| \| AG/C \| 28 \| Nigeria (bandiera) \| Bassey, Charles \| 208 cm \| 104 kg \| 28-10-2000 \| Western Kentucky \| \| P/G \| 15 \| Stati Uniti (bandiera) \| Bouyea, Jamaree (TW) \| 188 cm \| 82 kg \| 27-06-1999 \| San Francisco \| \| AP \| 22 \| Stati Uniti (bandiera) \| Branham, Malaki \| 193 cm \| 82 kg \| 12-05-2003 \| Ohio State \| \| AP \| 30 \| Stati Uniti (bandiera) \| Champagnie, Julian \| 201 cm \| 98 kg \| 29-06-2001 \| St. John's \| \| G/AP \| 25 \| Francia (bandiera) · Senegal (bandiera) \| Cissoko, Sidy \| 198 cm \| 99 kg \| 02-04-2004 \| Francia \| \| AG/C \| 23 \| Stati Uniti (bandiera) \| Collins, Zach \| 211 cm \| 113 kg \| 19-11-1997 \| Gonzaga \| \| P/G \| 7 \| Stati Uniti (bandiera) \| Duke, David (TW) \| 193 cm \| 93 kg \| 13-10-1999 \| Providence \| \| P \| 4 \| Stati Uniti (bandiera) \| Graham, Devonte' \| 185 cm \| 88 kg \| 22-02-1995 \| Kansas \| \| AG \| 41 \| Stati Uniti (bandiera) \| Gray, RaiQuan (TW) \| 201 cm \| 122 kg \| 07-07-1999 \| Florida State \| \| G/AP \| 3 \| Stati Uniti (bandiera) \| Johnson, Keldon \| 196 cm \| 100 kg \| 11-10-1999 \| Kentucky \| \| P \| 33 \| Stati Uniti (bandiera) \| Jones, Tre \| 185 cm \| 84 kg \| 08-01-2000 \| Duke \| \| AG/C \| 54 \| Georgia (bandiera) · Stati Uniti (bandiera) \| Mamuk'elashvili, Sandro \| 208 cm \| 109 kg \| 23-05-1999 \| Seton Hall \| \| AP \| 16 \| Macedonia del Nord (bandiera) · Turchia (bandiera) \| Osman, Cedi \| 201 cm \| 104 kg \| 08-04-1995 \| Turchia \| \| AG \| 10 \| Polonia (bandiera) · Stati Uniti (bandiera) \| Sochan, Jeremy \| 203 cm \| 104 kg \| 20-05-2003 \| Baylor \| \| G/AP \| 24 \| Stati Uniti (bandiera) \| Vassell, Devin \| 196 cm \| 91 kg \| 23-08-2000 \| Florida State \| \| AG/C \| 1 \| Francia (bandiera) \| Wembanyama, Victor \| 224 cm \| 95 kg \| 04-01-2004 \| Francia \| \| P/G \| 14 \| Stati Uniti (bandiera) \| Wesley, Blake \| 193 cm \| 84 kg \| 16-03-2003 \| Notre Dame \| | Allenatore - Gregg Popovich Assistente/i - Brett Brown - Mitch Johnson - Matt Nielsen - Darius Songaila Legenda - (C) Capitano - (FA) Free agent - (S) Sospeso - (DP) Scelta non firmata - (GL) Assegnato a squadra NBA G League affiliata - (TW) Contratto Two-way - Infortunato Roster • Transazioni · Ultima transazione: 31 marzo 2024 |                                                    |                         |         |        |              |                  |
| Pos. | Num. | Naz.                                               | Nome                    | Altezza | Peso   | Data nascita | Provenienza      |
| AG | 26 | Stati Uniti (bandiera)                             | Barlow, Dominick        | 206 cm  | 98 kg  | 26-05-2003   | Dumont HS (NJ)   |
| AG/C | 28 | Nigeria (bandiera)                                 | Bassey, Charles         | 208 cm  | 104 kg | 28-10-2000   | Western Kentucky |
| P/G | 15 | Stati Uniti (bandiera)                             | Bouyea, Jamaree (TW)    | 188 cm  | 82 kg  | 27-06-1999   | San Francisco    |
| AP | 22 | Stati Uniti (bandiera)                             | Branham, Malaki         | 193 cm  | 82 kg  | 12-05-2003   | Ohio State       |
| AP | 30 | Stati Uniti (bandiera)                             | Champagnie, Julian      | 201 cm  | 98 kg  | 29-06-2001   | St. John's       |
| G/AP | 25 | Francia (bandiera) · Senegal (bandiera)            | Cissoko, Sidy           | 198 cm  | 99 kg  | 02-04-2004   | Francia          |
| AG/C | 23 | Stati Uniti (bandiera)                             | Collins, Zach           | 211 cm  | 113 kg | 19-11-1997   | Gonzaga          |
| P/G | 7 | Stati Uniti (bandiera)                             | Duke, David (TW)        | 193 cm  | 93 kg  | 13-10-1999   | Providence       |
| P | 4 | Stati Uniti (bandiera)                             | Graham, Devonte'        | 185 cm  | 88 kg  | 22-02-1995   | Kansas           |
| AG | 41 | Stati Uniti (bandiera)                             | Gray, RaiQuan (TW)      | 201 cm  | 122 kg | 07-07-1999   | Florida State    |
| G/AP | 3 | Stati Uniti (bandiera)                             | Johnson, Keldon         | 196 cm  | 100 kg | 11-10-1999   | Kentucky         |
| P | 33 | Stati Uniti (bandiera)                             | Jones, Tre              | 185 cm  | 84 kg  | 08-01-2000   | Duke             |
| AG/C | 54 | Georgia (bandiera) · Stati Uniti (bandiera)        | Mamuk'elashvili, Sandro | 208 cm  | 109 kg | 23-05-1999   | Seton Hall       |
| AP | 16 | Macedonia del Nord (bandiera) · Turchia (bandiera) | Osman, Cedi             | 201 cm  | 104 kg | 08-04-1995   | Turchia          |
| AG | 10 | Polonia (bandiera) · Stati Uniti (bandiera)        | Sochan, Jeremy          | 203 cm  | 104 kg | 20-05-2003   | Baylor           |
| G/AP | 24 | Stati Uniti (bandiera)                             | Vassell, Devin          | 196 cm  | 91 kg  | 23-08-2000   | Florida State    |
| AG/C | 1 | Francia (bandiera)                                 | Wembanyama, Victor      | 224 cm  | 95 kg  | 04-01-2004   | Francia          |
| P/G | 14 | Stati Uniti (bandiera)                             | Wesley, Blake           | 193 cm  | 84 kg  | 16-03-2003   | Notre Dame       |

## Uniformi
- Casa

| Association |

- Trasferta

| Icon |

- Alternativa

| Statemant |

## Classifiche

### Division

#### Southwest Division
| Southwest Division   | V  | S  | V%   | PR   | Casa  | Trasf | Div  | PG |
| -------------------- | -- | -- | ---- | ---- | ----- | ----- | ---- | -- |
| y – Dallas Mavericks | 50 | 32 | .610 | 7,0  | 25–16 | 25–16 | 11–5 | 82 |
| x – N.O. Pelicans    | 49 | 33 | .598 | 8,0  | 21–19 | 28–14 | 9–7  | 82 |
| Houston Rockets      | 41 | 41 | .500 | 16,0 | 27–14 | 14–27 | 9–7  | 82 |
| Memphis Grizzlies    | 27 | 55 | .329 | 30,0 | 9–32  | 18–23 | 8–8  | 82 |
| San Antonio Spurs    | 22 | 60 | .268 | 35,0 | 12–29 | 10–31 | 3–13 | 82 |

### Conference

#### Western Conference
| Western Conference | Western Conference     | Western Conference | Western Conference | Western Conference | Western Conference | Western Conference |
| #                  | Squadra                | V                  | S                  | V%                 | PR                 | PG                 |
| ------------------ | ---------------------- | ------------------ | ------------------ | ------------------ | ------------------ | ------------------ |
| 1                  | c – Oklahoma Thunder * | 57                 | 25                 | .695               | –                  | 82                 |
| 2                  | x – Denver Nuggets     | 57                 | 25                 | .695               | 0,0                | 82                 |
| 3                  | x – Minnesota T'wolves | 56                 | 26                 | .683               | 1,0                | 82                 |
| 4                  | y – L.A. Clippers *    | 51                 | 31                 | .622               | 6,0                | 82                 |
| 5                  | y – Dallas Mavericks * | 50                 | 32                 | .610               | 7,0                | 82                 |
| 6                  | x – Phoenix Suns       | 49                 | 33                 | .598               | 8,0                | 82                 |
|                    |                        |                    |                    |                    |                    |                    |
| 7                  | x – N.O. Pelicans      | 49                 | 33                 | .598               | 8,0                | 82                 |
| 8                  | x – L.A. Lakers        | 47                 | 35                 | .573               | 10,0               | 82                 |
| 9                  | pi – Sacramento Kings  | 46                 | 36                 | .561               | 11,0               | 82                 |
| 10                 | pi – G.S. Warriors     | 46                 | 36                 | .561               | 11,0               | 82                 |
|                    |                        |                    |                    |                    |                    |                    |
| 11                 | Houston Rockets        | 41                 | 41                 | .500               | 16,0               | 82                 |
| 12                 | Utah Jazz              | 31                 | 51                 | .378               | 26,0               | 82                 |
| 13                 | Memphis Grizzlies      | 27                 | 55                 | .329               | 30,0               | 82                 |
| 14                 | San Antonio Spurs      | 22                 | 60                 | .268               | 35,0               | 82                 |
| 15                 | Portland T. Blazers    | 21                 | 61                 | .256               | 36,0               | 82                 |

Note:
- z – Fattore campo per gli interi playoff
- c – Fattore campo per le finali di Conference
- y – Campione della division
- x – Qualificata ai playoff
- p – Qualificata ai play-in
- e – Eliminata dai playoff
- * – Leader della division

## Risultati

### Preseason
| Preseason 2023                                    | Preseason 2023                                    | Preseason 2023                                    | Preseason 2023                                    | Preseason 2023                                    | Preseason 2023                                    | Preseason 2023                                    | Preseason 2023                                    | Preseason 2023                                    |
| Record preseason: 3-2 (Casa: 2–1; Trasferta: 1–1) | Record preseason: 3-2 (Casa: 2–1; Trasferta: 1–1) | Record preseason: 3-2 (Casa: 2–1; Trasferta: 1–1) | Record preseason: 3-2 (Casa: 2–1; Trasferta: 1–1) | Record preseason: 3-2 (Casa: 2–1; Trasferta: 1–1) | Record preseason: 3-2 (Casa: 2–1; Trasferta: 1–1) | Record preseason: 3-2 (Casa: 2–1; Trasferta: 1–1) | Record preseason: 3-2 (Casa: 2–1; Trasferta: 1–1) | Record preseason: 3-2 (Casa: 2–1; Trasferta: 1–1) |
| Partita                                           | Data                                              | Avversario                                        | Punteggio                                         | Più punti                                         | Più rimbalzi                                      | Più assist                                        | Spettatori                                        | Record                                            |
| ------------------------------------------------- | ------------------------------------------------- | ------------------------------------------------- | ------------------------------------------------- | ------------------------------------------------- | ------------------------------------------------- | ------------------------------------------------- | ------------------------------------------------- | ------------------------------------------------- |
| 1                                                 | 9 ottobre                                         | @ Oklahoma Thunder                                | S 121–122                                         | Wembanyama (20)                                   | Bassey (12)                                       | Jones (6)                                         | Paycom Center 0                                   | 0–1                                               |
| 2                                                 | 13 ottobre                                        | Miami Heat                                        | V 120–104                                         | Wembanyama (23)                                   | Bassey, Sochan (6)                                | Jones, Osman (5)                                  | Frost Bank Center 17.412                          | 1–1                                               |
| 3                                                 | 16 ottobre                                        | Houston Rockets                                   | S 89–99                                           | Collins (18)                                      | Collins (8)                                       | Collins (5)                                       | Frost Bank Center 16.030                          | 1–2                                               |
| 4                                                 | 18 ottobre                                        | Houston Rockets                                   | V 117–103                                         | Vassell (25)                                      | Collins (9)                                       | Collins (5)                                       | Frost Bank Center 17.236                          | 2–2                                               |
| 5                                                 | 20 ottobre                                        | @ G.S. Warriors                                   | V 122–117                                         | Wembanyama (19)                                   | Sochan (11)                                       | Jones (8)                                         | Chase Center 18.064                               | 3–2                                               |

### Regular season

#### Andamento stagionale
| Stagione 2023-2024                             | Stagione 2023-2024                             | Stagione 2023-2024                             | Stagione 2023-2024                             | Stagione 2023-2024                             | Stagione 2023-2024                             | Stagione 2023-2024                             | Stagione 2023-2024                             | Stagione 2023-2024                             |
| Totale : 22–60 (Casa: 12–29; Trasferta: 10–31) | Totale : 22–60 (Casa: 12–29; Trasferta: 10–31) | Totale : 22–60 (Casa: 12–29; Trasferta: 10–31) | Totale : 22–60 (Casa: 12–29; Trasferta: 10–31) | Totale : 22–60 (Casa: 12–29; Trasferta: 10–31) | Totale : 22–60 (Casa: 12–29; Trasferta: 10–31) | Totale : 22–60 (Casa: 12–29; Trasferta: 10–31) | Totale : 22–60 (Casa: 12–29; Trasferta: 10–31) | Totale : 22–60 (Casa: 12–29; Trasferta: 10–31) |
| ---------------------------------------------- | ---------------------------------------------- | ---------------------------------------------- | ---------------------------------------------- | ---------------------------------------------- | ---------------------------------------------- | ---------------------------------------------- | ---------------------------------------------- | ---------------------------------------------- |

#### Ottobre
| Ottobre 2023                                  | Ottobre 2023                                  | Ottobre 2023                                  | Ottobre 2023                                  | Ottobre 2023                                  | Ottobre 2023                                  | Ottobre 2023                                  | Ottobre 2023                                  | Ottobre 2023                                  |
| Record mese : 2–2 (Casa: 1–1; Trasferta: 1–1) | Record mese : 2–2 (Casa: 1–1; Trasferta: 1–1) | Record mese : 2–2 (Casa: 1–1; Trasferta: 1–1) | Record mese : 2–2 (Casa: 1–1; Trasferta: 1–1) | Record mese : 2–2 (Casa: 1–1; Trasferta: 1–1) | Record mese : 2–2 (Casa: 1–1; Trasferta: 1–1) | Record mese : 2–2 (Casa: 1–1; Trasferta: 1–1) | Record mese : 2–2 (Casa: 1–1; Trasferta: 1–1) | Record mese : 2–2 (Casa: 1–1; Trasferta: 1–1) |
| Partita                                       | Data                                          | Avversario                                    | Punteggio                                     | Più punti                                     | Più rimbalzi                                  | Più assist                                    | Stadio e spettatori                           | Game recap                                    |
| --------------------------------------------- | --------------------------------------------- | --------------------------------------------- | --------------------------------------------- | --------------------------------------------- | --------------------------------------------- | --------------------------------------------- | --------------------------------------------- | --------------------------------------------- |
| 1                                             | 25 ottobre                                    | Dallas Mavericks                              | 119-126                                       | Vassell (23)                                  | Johnson (9)                                   | Johnson (7)                                   | Frost Bank Center (18.947)                    | 0–1                                           |
| 2                                             | 27 ottobre                                    | Houston Rockets                               | 126-122 (1 t.s.)                              | Vassell (25)                                  | Wembanyama (12)                               | Collins, Jones (8)                            | Frost Bank Center (18.354)                    | 1–1                                           |
| 3                                             | 29 ottobre                                    | @ Los Angeles Clippers                        | 83-123                                        | Vassell (14)                                  | Collins (6)                                   | Collins, Jones (4)                            | Crypto.com Arena (19.370)                     | 1–2                                           |
| 4                                             | 31 ottobre                                    | @ Phoenix Suns                                | 115-114                                       | Johnson (27)                                  | Wembanyama (8)                                | Sochan, Vassell (5)                           | Footprint Center (17.071)                     | 2–2                                           |

#### Novembre
| Novembre 2023                                  | Novembre 2023                                  | Novembre 2023                                  | Novembre 2023                                  | Novembre 2023                                  | Novembre 2023                                  | Novembre 2023                                  | Novembre 2023                                  | Novembre 2023                                  |
| Record mese : 1–13 (Casa: 0-8; Trasferta: 1–5) | Record mese : 1–13 (Casa: 0-8; Trasferta: 1–5) | Record mese : 1–13 (Casa: 0-8; Trasferta: 1–5) | Record mese : 1–13 (Casa: 0-8; Trasferta: 1–5) | Record mese : 1–13 (Casa: 0-8; Trasferta: 1–5) | Record mese : 1–13 (Casa: 0-8; Trasferta: 1–5) | Record mese : 1–13 (Casa: 0-8; Trasferta: 1–5) | Record mese : 1–13 (Casa: 0-8; Trasferta: 1–5) | Record mese : 1–13 (Casa: 0-8; Trasferta: 1–5) |
| Partita                                        | Data                                           | Avversario                                     | Punteggio                                      | Più punti                                      | Più rimbalzi                                   | Più assist                                     | Stadio e spettatori                            | Game recap                                     |
| ---------------------------------------------- | ---------------------------------------------- | ---------------------------------------------- | ---------------------------------------------- | ---------------------------------------------- | ---------------------------------------------- | ---------------------------------------------- | ---------------------------------------------- | ---------------------------------------------- |
| 5                                              | 2 novembre                                     | @ Phoenix Suns                                 | 132-121                                        | Wembanyama (38)                                | Wembanyama (10)                                | Jones (10)                                     | Footprint Center (17.071)                      | 3–2                                            |
| 6                                              | 5 novembre                                     | Toronto Raptors                                | 116-123                                        | Johnson (26)                                   | Collins (11)                                   | Jones (6)                                      | Frost Bank Center (18.354)                     | 3–3                                            |
| 7                                              | 6 novembre                                     | Indiana Pacers                                 | 111-152                                        | McDermott (17)                                 | Wembanyama (10)                                | Jones (8)                                      | Gainbridge Fieldhouse (15.129)                 | 3–4                                            |
| 8                                              | 8 novembre                                     | @ New York Knicks                              | 105-126                                        | Sochan (16)                                    | Wembanyama (9)                                 | Johnson (8)                                    | Madison Square Garden (19.812)                 | 3–5                                            |
| 9                                              | 10 novembre                                    | Minnesota Timberwolves                         | 110-117                                        | Vassell, Wembanyama (29)                       | Wembanyama (9)                                 | Collins, Sochan (5)                            | Frost Bank Center (18.354)                     | 3–6                                            |
| 10                                             | 12 novembre                                    | Miami Heat                                     | 113-118                                        | Johnson (20)                                   | Johnson (12)                                   | Branham, Wembanyama (7)                        | Frost Bank Center (18.036)                     | 3–7                                            |
| 11                                             | 14 novembre                                    | @ Oklahoma City Thunder                        | 87-123                                         | Champagnie, Collins (13)                       | Wembanyama (14)                                | Graham (7)                                     | Paycom Center (18.203)                         | 3–8                                            |
| 12                                             | 17 novembre                                    | Sacramento Kings                               | 120-129                                        | Collins (28)                                   | Johnson, Wembanyama (9)                        | Johnson (7)                                    | Frost Bank Center (18.354)                     | 3–9                                            |
| 13                                             | 18 novembre                                    | Memphis Grizzlies                              | 108-120                                        | Johnson (22)                                   | Wembanyama (13)                                | Collins (6)                                    | Frost Bank Center (18.354)                     | 3–10                                           |
| 14                                             | 20 novembre                                    | Los Angeles Clippers                           | 99-124                                         | Johnson (22)                                   | Bassey (12)                                    | Johnson, Jones (5)                             | Frost Bank Center (18.354)                     | 3–11                                           |
| 15                                             | 22 novembre                                    | Los Angeles Clippers                           | 102-109                                        | Wembanyama (22)                                | Wembanyama (15)                                | Sochan (7)                                     | Frost Bank Center (18.354)                     | 3–12                                           |
| 16                                             | 24 novembre                                    | @ Golden State Warriors                        | 112-118                                        | Vassell (24)                                   | Johnson (12)                                   | Collins (6)                                    | Chase Center (18.064)                          | 3–13                                           |
| 17                                             | 26 novembre                                    | @ Denver Nuggets                               | 120-132                                        | Wembanyama (22)                                | Wembanyama (11)                                | Jones (6)                                      | Ball Arena (19.665)                            | 3–14                                           |
| 18                                             | 30 novembre                                    | Atlanta Hawks                                  | 135-137                                        | Sochan (33)                                    | Wembanyama (12)                                | Jones, Collins (7)                             | Frost Bank Center (17.646)                     | 3–15                                           |

#### Dicembre
| Dicembre 2023                                  | Dicembre 2023                                  | Dicembre 2023                                  | Dicembre 2023                                  | Dicembre 2023                                  | Dicembre 2023                                  | Dicembre 2023                                  | Dicembre 2023                                  | Dicembre 2023                                  |
| Record mese : 2–12 (Casa: 1–5; Trasferta: 1–7) | Record mese : 2–12 (Casa: 1–5; Trasferta: 1–7) | Record mese : 2–12 (Casa: 1–5; Trasferta: 1–7) | Record mese : 2–12 (Casa: 1–5; Trasferta: 1–7) | Record mese : 2–12 (Casa: 1–5; Trasferta: 1–7) | Record mese : 2–12 (Casa: 1–5; Trasferta: 1–7) | Record mese : 2–12 (Casa: 1–5; Trasferta: 1–7) | Record mese : 2–12 (Casa: 1–5; Trasferta: 1–7) | Record mese : 2–12 (Casa: 1–5; Trasferta: 1–7) |
| Partita                                        | Data                                           | Avversario                                     | Punteggio                                      | Più punti                                      | Più rimbalzi                                   | Più assist                                     | Spettatori                                     | Record                                         |
| ---------------------------------------------- | ---------------------------------------------- | ---------------------------------------------- | ---------------------------------------------- | ---------------------------------------------- | ---------------------------------------------- | ---------------------------------------------- | ---------------------------------------------- | ---------------------------------------------- |
| 19                                             | 1º dicembre                                    | @ New Orleans Pelicans                         | 106-121                                        | Vassell (14)                                   | Bassey (11)                                    | Osman (5)                                      | Smoothie King Center (17.028)                  | 3–16                                           |
| 20                                             | 6 dicembre                                     | @ Minnesota Timberwolves                       | 94-102                                         | Vassell (22)                                   | Johnson, Wembanyama (10)                       | Osman (6)                                      | Target Center (18.024)                         | 3–17                                           |
| 21                                             | 8 dicembre                                     | Chicago Bulls                                  | 112-121                                        | Wembanyama (21)                                | Wembanyama (20)                                | Jones (8)                                      | Frost Bank Center (18.074)                     | 3–18                                           |
| 22                                             | 11 dicembre                                    | @ Houston Rockets                              | 82-93                                          | Wembanyama (15)                                | Wembanyama (18)                                | Branham (7)                                    | Toyota Center (16.481)                         | 3–19                                           |
| 23                                             | 13 dicembre                                    | Los Angeles Lakers                             | 119-122                                        | Wembanyama (30)                                | Wembanyama (13)                                | Johnson (8)                                    | Frost Bank Center (18.354)                     | 3–20                                           |
| 24                                             | 15 dicembre                                    | Los Angeles Lakers                             | 129-115                                        | Vassell (36)                                   | Wembanyama (15)                                | Branham (8)                                    | Frost Bank Center (18.354)                     | 4–20                                           |
| 25                                             | 17 dicembre                                    | New Orleans Pelicans                           | 110-146                                        | Wembanyama (17)                                | Wembanyama (13)                                | Jones (5)                                      | Frost Bank Center (18.354)                     | 4–21                                           |
| 26                                             | 19 dicembre                                    | @ Milwaukee Bucks                              | 119-132                                        | Johnson (28)                                   | Johnson (12)                                   | Sochan (8)                                     | Fiserv Forum (17.729)                          | 4–22                                           |
| 27                                             | 21 dicembre                                    | @ Chicago Bulls                                | 95-114                                         | Vassell (21)                                   | Collins (9)                                    | Wembanyama (5)                                 | United Center (20.697)                         | 4–23                                           |
| 28                                             | 23 dicembre                                    | @ Dallas Mavericks                             | 119-144                                        | Sochan (23)                                    | Sochan (9)                                     | Vassell (5)                                    | American Airlines Center (20.409)              | 4–24                                           |
| 29                                             | 26 dicembre                                    | Utah Jazz                                      | 118-130                                        | Johnson (26)                                   | Wembanyama (7)                                 | Jones (7)                                      | Frost Bank Center (18.579)                     | 4–25                                           |
| 30                                             | 28 dicembre                                    | @ Portland Trail Blaizers                      | 118-105                                        | Wembanyama (30)                                | Sochan, Collins (7)                            | Vassell (7)                                    | Moda Center (19.335)                           | 5–25                                           |
| 31                                             | 29 dicembre                                    | @ Portland Trail Blaizers                      | 128-134                                        | Johnson (29)                                   | Jones (8)                                      | Johnson (7)                                    | Moda Center (18.861)                           | 5–26                                           |
| 32                                             | 31 dicembre                                    | Boston Celtics                                 | 101-134                                        | Vassell (22)                                   | Mamuk'elashvili, Wembanyama (7)                | Wesley (6)                                     | Frost Bank Center (18.886)                     | 5–27                                           |

#### Gennaio
| Gennaio 2024                                   | Gennaio 2024                                   | Gennaio 2024                                   | Gennaio 2024                                   | Gennaio 2024                                   | Gennaio 2024                                   | Gennaio 2024                                   | Gennaio 2024                                   | Gennaio 2024                                   |
| Record mese : 5–11 (Casa: 3–5; Trasferta: 2–6) | Record mese : 5–11 (Casa: 3–5; Trasferta: 2–6) | Record mese : 5–11 (Casa: 3–5; Trasferta: 2–6) | Record mese : 5–11 (Casa: 3–5; Trasferta: 2–6) | Record mese : 5–11 (Casa: 3–5; Trasferta: 2–6) | Record mese : 5–11 (Casa: 3–5; Trasferta: 2–6) | Record mese : 5–11 (Casa: 3–5; Trasferta: 2–6) | Record mese : 5–11 (Casa: 3–5; Trasferta: 2–6) | Record mese : 5–11 (Casa: 3–5; Trasferta: 2–6) |
| Partita                                        | Data                                           | Avversario                                     | Punteggio                                      | Più punti                                      | Più rimbalzi                                   | Più assist                                     | Spettatori                                     | Record                                         |
| ---------------------------------------------- | ---------------------------------------------- | ---------------------------------------------- | ---------------------------------------------- | ---------------------------------------------- | ---------------------------------------------- | ---------------------------------------------- | ---------------------------------------------- | ---------------------------------------------- |
| 33                                             | 2 gennaio                                      | @ Memphis Grizzlies                            | 98-106                                         | Wembanyama (20)                                | Barlow, Wembanyama (7)                         | Johnson, Jones (4)                             | FedExForum (17.794)                            | 5–28                                           |
| 34                                             | 4 gennaio                                      | @ Milwaukee Bucks                              | 121-125                                        | Vassell (34)                                   | Johnson (10)                                   | Jones (6)                                      | Frost Bank Center (19.082)                     | 5–29                                           |
| 35                                             | 7 gennaio                                      | @ Cleveland Cavaliers                          | 115-117                                        | Wembanyama (24)                                | Wembanyama (10)                                | Jones (5)                                      | Rocket Mortgage FieldHouse (19.432)            | 5–30                                           |
| 36                                             | 10 gennaio                                     | @ Detroit Pistons                              | 130-108                                        | Johnson (17)                                   | Wembanyama (12)                                | Wembanyama (10)                                | Little Caesars Arena (17.833)                  | 6–30                                           |
| 37                                             | 12 gennaio                                     | Charlotte Hornets                              | 135-99                                         | Wembanyama (26)                                | Wembanyama (11)                                | Jones (7)                                      | Frost Bank Center (18.073)                     | 7–30                                           |
| 38                                             | 13 gennaio                                     | Chicago Bulls                                  | 116-125                                        | Jones (30)                                     | Jones (9)                                      | Johnson (5)                                    | Frost Bank Center (18.354)                     | 7–31                                           |
| 39                                             | 15 gennaio                                     | @ Atlanta Hawks                                | 99-109                                         | Wembanyama (26)                                | Wembanyama (13)                                | Jones (12)                                     | State Farm Arena (17.447)                      | 7–32                                           |
| 40                                             | 17 gennaio                                     | @ Boston Celtics                               | 98-117                                         | Wembanyama (27)                                | Sochan (7)                                     | Jones (11)                                     | TD Garden (19.156)                             | 7–33                                           |
| 41                                             | 19 gennaio                                     | @ Charlotte Hornets                            | 120-124                                        | Johnson (25)                                   | Sochan (8)                                     | Sochan (8)                                     | Spectrum Center (19.093)                       | 7–34                                           |
| 42                                             | 20 gennaio                                     | @ Washington Wizards                           | 131-127                                        | Wembanyama (24)                                | Johnson (9)                                    | Jones (12)                                     | Capital One Arena (17.922)                     | 8–34                                           |
| 43                                             | 22 gennaio                                     | @ Philadelphia 76ers                           | 123-133                                        | Wembanyama (33)                                | Sochan (8)                                     | Vassell (9)                                    | Wells Fargo Center (20.511)                    | 8–35                                           |
| 44                                             | 24 gennaio                                     | Oklahoma City Thunder                          | 114-140                                        | Wembanyama (24)                                | Wembanyama (12)                                | Vassell (7)                                    | Frost Bank Center (18.130)                     | 8–36                                           |
| 45                                             | 26 gennaio                                     | Portland Trail Blaizers                        | 116-100                                        | Sochan (31)                                    | Johnson (16)                                   | Wesley (8)                                     | Frost Bank Center (17.274)                     | 9–36                                           |
| 46                                             | 27 gennaio                                     | Minnesota Timberwolves                         | 113-112                                        | Vassell (25)                                   | Wembanyama (10)                                | Jones (11)                                     | Frost Bank Center (17.726)                     | 10–36                                          |
| 47                                             | 29 gennaio                                     | Washington Wizards                             | 113-118                                        | Vassell (24)                                   | Wembanyama (11)                                | Jones (8)                                      | Frost Bank Center (17.020)                     | 10–37                                          |
| 48                                             | 31 gennaio                                     | Orlando Magic                                  | 98-108                                         | Vassell (26)                                   | Sochan (12)                                    | Jones (8)                                      | Frost Bank Center (17.081)                     | 10–38                                          |

#### Febbraio
| Febbraio 2024                                  | Febbraio 2024                                  | Febbraio 2024                                  | Febbraio 2024                                  | Febbraio 2024                                  | Febbraio 2024                                  | Febbraio 2024                                  | Febbraio 2024                                  | Febbraio 2024                                  |
| Record mese : 2–10 (Casa: 1–2; Trasferta: 1–8) | Record mese : 2–10 (Casa: 1–2; Trasferta: 1–8) | Record mese : 2–10 (Casa: 1–2; Trasferta: 1–8) | Record mese : 2–10 (Casa: 1–2; Trasferta: 1–8) | Record mese : 2–10 (Casa: 1–2; Trasferta: 1–8) | Record mese : 2–10 (Casa: 1–2; Trasferta: 1–8) | Record mese : 2–10 (Casa: 1–2; Trasferta: 1–8) | Record mese : 2–10 (Casa: 1–2; Trasferta: 1–8) | Record mese : 2–10 (Casa: 1–2; Trasferta: 1–8) |
| Partita                                        | Data                                           | Avversario                                     | Punteggio                                      | Più punti                                      | Più rimbalzi                                   | Più assist                                     | Spettatori                                     | Record                                         |
| ---------------------------------------------- | ---------------------------------------------- | ---------------------------------------------- | ---------------------------------------------- | ---------------------------------------------- | ---------------------------------------------- | ---------------------------------------------- | ---------------------------------------------- | ---------------------------------------------- |
| 49                                             | 2 febbraio                                     | New Orleans Pelicans                           | 113-114                                        | Vassell (28)                                   | Sochan (16)                                    | Jones, Wembanyama (7)                          | Frost Bank Center (17.207)                     | 10–39                                          |
| 50                                             | 3 febbraio                                     | Cleveland Cavaliers                            | 101-117                                        | Vassell (22)                                   | Wembanyama (14)                                | Jones (8)                                      | Frost Bank Center (18.354)                     | 10–40                                          |
| 51                                             | 7 febbraio                                     | @ Miami Heat                                   | 104-116                                        | Jones, Vassell (19)                            | Wembanyama (13)                                | Jones, Wesley (6)                              | Kaseya Center (19.652)                         | 10–41                                          |
| 52                                             | 8 febbraio                                     | @ Orlando Magic                                | 111-127                                        | Vassell (30)                                   | Champagnie, Vassell (5)                        | Wesley (7)                                     | Kia Center (19.074)                            | 10–42                                          |
| 53                                             | 10 febbraio                                    | @ Brooklyn Nets                                | 103-123                                        | Wembanyama (21)                                | Barlow (9)                                     | Vassell (4)                                    | Barclays Center (18.005)                       | 10–43                                          |
| 54                                             | 12 febbraio                                    | @ Toronto Raptors                              | 122-99                                         | Wembanyama (27)                                | Wembanyama (14)                                | Jones (10)                                     | Scotiabank Arena (19.800)                      | 11–43                                          |
| 55                                             | 14 febbraio                                    | @ Dallas Mavericks                             | 93-116                                         | Wembanyama (26)                                | Collins (12)                                   | Vassell, Wesley (6)                            | American Airlines Center (20.311)              | 11–44                                          |
| All-Star Game                                  |                                                |                                                |                                                |                                                |                                                |                                                |                                                |                                                |
| 56                                             | 22 febbraio                                    | @ Sacramento Kings                             | 122-127                                        | Vassell (32)                                   | Wembanyama (13)                                | Jones (9)                                      | Golden 1 Center (18.153)                       | 11–45                                          |
| 57                                             | 23 febbraio                                    | @ Los Angeles Lakers                           | 118-123                                        | Wembanyama (27)                                | Sochan (13)                                    | Wembanyama (8)                                 | Crypto.com Arena (18.997)                      | 11–46                                          |
| 58                                             | 25 febbraio                                    | @ Utah Jazz                                    | 109-128                                        | Vassell (27)                                   | Wembanyama (10)                                | Jones (9)                                      | Delta Center (18.206)                          | 11–47                                          |
| 59                                             | 27 febbraio                                    | @ Minnesota Timberwolves                       | 105-114                                        | Vassell (21)                                   | Wembanyama (13)                                | Jones, Vassell (6)                             | Target Center (18.024)                         | 11–48                                          |
| 60                                             | 29 febbraio                                    | Oklahoma City Thunder                          | 133-118                                        | Wembanyama, Vassell (28)                       | Wembanyama (13)                                | Vassell (9)                                    | Frost Bank Center (18.392)                     | 12–48                                          |

#### Marzo
| Marzo 2024                                    | Marzo 2024                                    | Marzo 2024                                    | Marzo 2024                                    | Marzo 2024                                    | Marzo 2024                                    | Marzo 2024                                    | Marzo 2024                                    | Marzo 2024                                    |
| Record mese : 6–9 (Casa: 4–7; Trasferta: 2–2) | Record mese : 6–9 (Casa: 4–7; Trasferta: 2–2) | Record mese : 6–9 (Casa: 4–7; Trasferta: 2–2) | Record mese : 6–9 (Casa: 4–7; Trasferta: 2–2) | Record mese : 6–9 (Casa: 4–7; Trasferta: 2–2) | Record mese : 6–9 (Casa: 4–7; Trasferta: 2–2) | Record mese : 6–9 (Casa: 4–7; Trasferta: 2–2) | Record mese : 6–9 (Casa: 4–7; Trasferta: 2–2) | Record mese : 6–9 (Casa: 4–7; Trasferta: 2–2) |
| Partita                                       | Data                                          | Avversario                                    | Punteggio                                     | Più punti                                     | Più rimbalzi                                  | Più assist                                    | Spettatori                                    | Record                                        |
| --------------------------------------------- | --------------------------------------------- | --------------------------------------------- | --------------------------------------------- | --------------------------------------------- | --------------------------------------------- | --------------------------------------------- | --------------------------------------------- | --------------------------------------------- |
| 61                                            | 3 marzo                                       | Indiana Pacers                                | 117-105                                       | Wembanyama (31)                               | Wembanyama (12)                               | Wembanyama, Branham (6)                       | Frost Bank Center (18.027)                    | 13–48                                         |
| 62                                            | 5 marzo                                       | @ Houston Rockets                             | 101-114                                       | Vassell (22)                                  | Wembanyama (11)                               | Jones, Wesley (5)                             | Toyota Center (16.734)                        | 13–49                                         |
| 63                                            | 7 marzo                                       | @ Sacramento Kings                            | 129-131                                       | Vassell (30)                                  | Sochan (8)                                    | Jones (12)                                    | Golden 1 Center (17.968)                      | 13–50                                         |
| 64                                            | 9 marzo                                       | @ Golden State Warriors                       | 126-113                                       | Johnson (22)                                  | Johnson (11)                                  | Jones (11)                                    | Chase Center (18.064)                         | 14–50                                         |
| 65                                            | 11 marzo                                      | Golden State Warriors                         | 102-112                                       | Wembanyama (27)                               | Wembanyama (14)                               | Sochan, Jones (7)                             | Frost Bank Center (18.354)                    | 14–51                                         |
| 66                                            | 12 marzo                                      | Houston Rockets                               | 101-103                                       | Jones (24)                                    | Wembanyama (10)                               | Vassell, Wembanyama (6)                       | Frost Bank Center (18.751)                    | 14–52                                         |
| 67                                            | 15 marzo                                      | Denver Nuggets                                | 106-117                                       | Sochan (19)                                   | Wembanyama (9)                                | Jones (9)                                     | Moody Center (16.223)                         | 14–53                                         |
| 68                                            | 17 marzo                                      | Brooklyn Nets                                 | 122-115 (1 t.s.)                              | Wembanyama (33)                               | Wembanyama (15)                               | Vassell (8)                                   | Moody Center (16.057)                         | 15–53                                         |
| 69                                            | 19 marzo                                      | Dallas Mavericks                              | 107-113                                       | Jones (22)                                    | Wembanyama (11)                               | Jones (9)                                     | Frost Bank Center (18.354)                    | 15–54                                         |
| 70                                            | 22 marzo                                      | Memphis Grizzlies                             | 97-99                                         | Wembanyama (31)                               | Wembanyama (16)                               | Jones, Wembanyama (5)                         | Frost Bank Center (17.408)                    | 15–55                                         |
| 71                                            | 23 marzo                                      | Phoenix Suns                                  | 106-131                                       | Johnson (14)                                  | Wembanyama (5)                                | Jones (5)                                     | Frost Bank Center (18.354)                    | 15–56                                         |
| 72                                            | 25 marzo                                      | Phoenix Suns                                  | 104-102                                       | Sochan, Vassell (26)                          | Sochan (18)                                   | Vassell (7)                                   | Frost Bank Center (18.044)                    | 16–56                                         |
| 73                                            | 27 marzo                                      | @ Utah Jazz                                   | 118-111                                       | Vassell (31)                                  | Sochan (9)                                    | Jones (9)                                     | Delta Center (18.206)                         | 17–56                                         |
| 74                                            | 29 marzo                                      | New York Knicks                               | 130-126 (1 t.s.)                              | Wembanyama (40)                               | Wembanyama (20)                               | Wembanyama, Vassell (7)                       | Frost Bank Center (18.604)                    | 18–56                                         |
| 75                                            | 31 marzo                                      | Golden State Warriors                         | 113-117                                       | Wembanyama (32)                               | Mamuk'elashvili (11)                          | Jones (6)                                     | Frost Bank Center (18.718)                    | 18–57                                         |

#### Aprile
| Aprile 2024                                   | Aprile 2024                                   | Aprile 2024                                   | Aprile 2024                                   | Aprile 2024                                   | Aprile 2024                                   | Aprile 2024                                   | Aprile 2024                                   | Aprile 2024                                   |
| Record mese : 4–3 (Casa: 2–1; Trasferta: 2–2) | Record mese : 4–3 (Casa: 2–1; Trasferta: 2–2) | Record mese : 4–3 (Casa: 2–1; Trasferta: 2–2) | Record mese : 4–3 (Casa: 2–1; Trasferta: 2–2) | Record mese : 4–3 (Casa: 2–1; Trasferta: 2–2) | Record mese : 4–3 (Casa: 2–1; Trasferta: 2–2) | Record mese : 4–3 (Casa: 2–1; Trasferta: 2–2) | Record mese : 4–3 (Casa: 2–1; Trasferta: 2–2) | Record mese : 4–3 (Casa: 2–1; Trasferta: 2–2) |
| Partita                                       | Data                                          | Avversario                                    | Punteggio                                     | Più punti                                     | Più rimbalzi                                  | Più assist                                    | Spettatori                                    | Record                                        |
| --------------------------------------------- | --------------------------------------------- | --------------------------------------------- | --------------------------------------------- | --------------------------------------------- | --------------------------------------------- | --------------------------------------------- | --------------------------------------------- | --------------------------------------------- |
| 76                                            | 2 aprile                                      | @ Denver Nuggets                              | 105-110                                       | Branham (24)                                  | Wembanyama (15)                               | Jones (11)                                    | Ball Arena (19.741)                           | 18–58                                         |
| 77                                            | 5 aprile                                      | @ New Orleans Pelicans                        | 111-109                                       | Graham (20)                                   | Wembanyama (12)                               | Wembanyama (9)                                | Smoothie King Center (17.422)                 | 19–58                                         |
| 78                                            | 7 aprile                                      | @ Philadelphia 76ers                          | 126-133 (2 t.s.)                              | Wembanyama (33)                               | Wembanyama (18)                               | Jones (9)                                     | Frost Bank Center (18.718)                    | 19–59                                         |
| 79                                            | 9 aprile                                      | @ Memphis Grizzlies                           | 102-87                                        | Wembanyama (18)                               | Mamuk'elashvili (16)                          | Wembanyama (6)                                | FedExForum (16.108)                           | 20–59                                         |
| 80                                            | 10 aprile                                     | @ Oklahoma City Thunder                       | 89-127                                        | Collins (20)                                  | Mamuk'elashvili (11)                          | Jones (7)                                     | Paycom Center (17.229)                        | 20–60                                         |
| 81                                            | 12 aprile                                     | Denver Nuggets                                | 121-120                                       | Wembanyama (34)                               | Mamuk'elashvili, Wembanyama (12)              | Jones (10)                                    | Frost Bank Center (18.665)                    | 21–60                                         |
| 82                                            | 14 aprile                                     | Detroit Pistons                               | 123-95                                        | Mamuk'elashvili (18)                          | Collins (9)                                   | Champagnie, Jones (6)                         | Frost Bank Center (18.516)                    | 22–60                                         |

## In-Season Tournament
Questa è stata la prima stagione regolare in cui tutte le squadre NBA hanno gareggiato in un torneo di metà stagione a causa dell'implementazione del torneo NBA In-Season Tournament 2023. Durante il periodo del torneo in-season, gli Spurs hanno gareggiato nel Gruppo C della Western Conference, che includeva i Sacramento Kings, i Golden State Warriors, i Minnesota Timberwolves e gli Oklahoma City Thunder.

### Girone Ovest C
| P | Franchigia         | G | V | S | PF  | PS  | DP  |
| - | ------------------ | - | - | - | --- | --- | --- |
| 1 | Sacramento Kings   | 4 | 4 | 0 | 482 | 452 | +30 |
| 2 | Minnesota T'wolves | 4 | 3 | 1 | 438 | 438 | 0   |
| 3 | G.S. Warriors      | 4 | 2 | 2 | 483 | 479 | +4  |
| 4 | Oklahoma Thunder   | 4 | 1 | 3 | 463 | 439 | +24 |
| 5 | San Antonio Spurs  | 4 | 0 | 4 | 429 | 487 | −58 |

|                        | SAC     | MIN     | GSW     | OKC     | SAS     |
| Sacramento Kings       |         | 124–111 | 124–123 | 105–98  | 129–120 |
| Minnesota Timberwolves | 111–124 |         | 104–101 | 106–103 | 117–110 |
| Golden State Warriors  | 123–124 | 101–104 |         | 141–139 | 118–112 |
| Oklahoma City Thunder  | 98–105  | 103–106 | 139–141 |         | 123–87  |
| San Antonio Spurs      | 120–129 | 110–117 | 112–118 | 87–123  |         |

## Mercato

### Scambi
| 23.6.2023 | San Antonio Spurs Scelta 2º giro Draft 2026 degli Utah Jazz Scelta 2º giro Draft 2028 dei Minnesota Timberwolves | Minnesota T'wolves Diritti al Draft per la scelta numero 33 Leonard Miller                                                                                        |
| 6.7.2023  | Scambi a tre squadre | Scambi a tre squadre |
| 6.7.2023  | San Antonio Spurs Cedi Osman (da Cleveland) Lamar Stevens (da Cleveland) Scelta 2º giro Draft 2026 (da Miami) Scelta 2º giro Draft 2030 (da Cleveland) Corrispettivo in contanti (da Cleveland) | Cleveland Cavaliers Max Strus (da Miami) |
| 6.7.2023  | Miami Heat Scelta 2º giro Draft 2026 (da Los Angeles Lakers) Scelta 2º giro Draft 2027 (da San Antonio) | |
| 12.7.2023 | Scambi a tre squadre | Scambi a tre squadre |
| 12.7.2023 | San Antonio Spurs Reggie Bullock (da Dallas) Diritto di scambiare la scelta non protetta del 1º giro Draft 2030 (da Dallas) | Boston Celtics Scelta 2º giro Draft 2024 (da San Antonio) Diritto di scambiare la scelta del 2º giro Draft 2025 (da Dallas) Scelta 2º giro Draft 2030 (da Dallas) |
| 12.7.2023 | Dallas Mavericks Grant Williams (da Boston) Scelta di Toronto al 2º giro Draft 2025 (da San Antonio) Scelta di Miami al 2º giro Draft 2028 (da San Antonio) | |
| 17.7.2023 | San Antonio Spurs Cameron Payne Scelta 2º giro Draft 2025 di New Orleans Corrispettivo in contanti | Phoenix Suns Scelta protetta 2º giro Draft 2024 |
| 8.2.2024  | Indiana Pacers Marcus Morris (da Philadelphia) Furkan Korkmaz (da Philadelphia) Doug McDermott (da San Antonio) Scelta di Toronto al 2º giro Draft 2024 (da Philadelphia) Scelta di Portland al 2º giro Draft 2029 (da Philadelphia) Scelta dei Los Angeles Clippers al 2º giro Draft 2029 (da Philadelphia) Corrispettivo in contanti (da Philadelphia) | Philadelphia 76ers Buddy Hield |
| 8.2.2024  | San Antonio Spurs Marcus Morris (da Indiana) Scelta dei Los Angeles Clippers al 2º giro Draft 2029 (da Indiana) Corrispettivo in contanti (da Indiana) | |

### Free Agency

#### Prolungamenti contrattuali
| Data       | Giocatore              | Contratto                                               |
| ---------- | ---------------------- | ------------------------------------------------------- |
| 6.7.2023   | Julian Champagnie      | 4 anni (parzialmente garantito) - $ 12 milioni          |
| 18.7.2023  | Tre Jones              | 2 anni - $ 19 milioni                                   |
| 27.7.2023  | Dominick Barlow        | Contratto Two-Way - $ 559.782 Contratto Two-Way         |
| 27.7.2023  | Sandro Mamuk'elashvili | 1 anno - $ 2.019.706                                    |
| 3.10.2023  | Devin Vassell          | 5 anni - $ 135 milioni                                  |
| 22.10.2023 | Zach Collins           | 2 anni - $ 35 milioni                                   |
| 23.10.2023 | Charles Bediako        | Contratto Two-Way (non garantito > Two-Way) - $ 559.782 |
| 2.3.2024   | Dominick Barlow        | resto della stagione (Two-Way > standard) - $ 455.620   |

#### Acquisti
| Data       | Giocatore          | Contratto                            | Provenienza        |
| ---------- | ------------------ | ------------------------------------ | ------------------ |
| 5.7.2023   | Sir'Jabari Rice    | Contratto Two-Way - $ 559.782        | Texas Longhorns    |
| 15.9.2023  | Setric Millner Jr. | Contratto Two-Way - $ 559.782        | Toledo Rockets     |
| 18.9.2023  | Javante McCoy      | 1 anno (non garantito) - $ 1.119.563 | South Bay Lakers   |
| 27.9.2023  | RaiQuan Gray       | 1 anno (non garantito) - $ 1.801.769 | Brooklyn Nets      |
| 2.10.2023  | Charles Bediako    | 1 anno (non garantito) - $ 1.119.563 | Alabama Crim. Tide |
| 10.10.2023 | Erik Stevenson     | 1 anno (non garantito) - $ 1.119.563 | WV Mountaineers    |
| 10.10.2023 | Paul Watson        | 1 anno (non garantito) - $ 2.019.706 | Oklahoma Thunder   |
| 14.12.2023 | David Duke Jr.     | Contratto Two-Way- $ 559.782         | Del. Blue Coats    |
| 1.1.2024   | Mamadi Diakité     | Contratto Two-Way - $ 559.782        | Westch. Knicks     |
| 2.3.2024   | RaiQuan Gray       | Contratto Two-Way - $ 559.782        | Austin Spurs       |
| 2.3.2024   | Jamaree Bouyea     | Contratto Two-Way - $ 559.782        | S. Falls Skyforce  |

#### Cessioni
| Data       | Giocatore        | Motivo                                    | Destinazione                         |
| ---------- | ---------------- | ----------------------------------------- | ------------------------------------ |
| 4.7.2023   | Keita Bates-Diop | Rilasciato / Free agent senza restrizioni | Phoenix Suns / Brooklyn Nets         |
| 30.8.2023  | Romeo Langford   | Rilasciato / Free agent senza restrizioni | Utah Jazz / S.L.C. Stars             |
| 26.9.2023  | Lamar Stevens    | Rilasciato / Free agent senza restrizioni | Boston Celtics / Memphis Grizzlies   |
| 29.9.2023  | Joshua Primo     | Free agent con restrizioni                | L.A. Clippers / Ontario Clippers     |
| 2.10.2023  | Cameron Payne    | Free agent senza restrizioni              | Milwaukee Bucks / Philadelphia 76ers |
| 4.10.2023  | Reggie Bullock   | Free agent senza restrizioni              | Houston Rockets                      |
| 31.10.2023 | RaiQuan Gray     | Rilasciato                                | Austin Spurs                         |
| 31.10.2023 | Javante McCoy    | Rilasciato                                | Austin Spurs / San Antonio Spurs     |
| 31.10.2023 | Erik Stevenson   | Rilasciato                                | Austin Spurs                         |
| 31.10.2023 | Paul Watson      | Rilasciato                                | Austin Spurs                         |
| 9.12.2023  | Gorgui Dieng     | Rilasciato / Free agent senza restrizioni | — (Ritirato)                         |
| 16.12.2023 | Sir'Jabari Rice  | Rilasciato                                | Austin Spurs                         |
| 29.12.2023 | Charles Bediako  | Rilasciato                                | -                                    |
| 5.2.2024   | Khem Birch       | Rilasciato                                | Girona                               |
| 6.3.2024   | Mamadi Diakité   | Rilasciato / Free agent senza restrizioni | Westch. Knicks / N.Y. Knicks         |
| 7.3.2024   | Charles Bediako  | Free agent senza restrizioni              | Austin Spurs                         |
| 18.3.2024  | Marcus Morris    | Free agent senza restrizioni              | Cleveland Cavaliers                  |

## Statistiche

### Statistiche di squadra
| Competizione      | In casa | In casa | In casa | In casa | In casa | In trasferta | In trasferta | In trasferta | In trasferta | In trasferta | Totale | Totale | Totale | Totale | Totale | Totale |
| Competizione      | G       | V       | P       | Ptf     | Pts     | G            | V            | P            | Ptf          | Pts          | G      | V      | P      | Ptf    | Pts    | Diff.  |
| ----------------- | ------- | ------- | ------- | ------- | ------- | ------------ | ------------ | ------------ | ------------ | ------------ | ------ | ------ | ------ | ------ | ------ | ------ |
| Stagione regolare | 41      | 12      | 29      | 4685    | 4857    | 41           | 10           | 31           | 4644         | 4870         | 82     | 22     | 60     | 9329   | 9727   | -398   |

### Statistiche individuali

#### Stagione regolare
|                    |    |      |    |      | Tiri da 2 | Tiri da 2 | Tiri da 2 | Tiri da 3 | Tiri da 3 | Tiri da 3 | Tiri liberi | Tiri liberi | Tiri liberi | Rimbalzi | Rimbalzi | Rimbalzi | Palle | Palle |     |      |      |      |
| Giocatore          | PG | PUN  | SF | MIN  | R         | T         | %         | R         | T         | %         | R           | T           | %           | O        | D        | T        | P     | R     | S   | FC   | Ass  | +/-  |
| ------------------ | -- | ---- | -- | ---- | --------- | --------- | --------- | --------- | --------- | --------- | ----------- | ----------- | ----------- | -------- | -------- | -------- | ----- | ----- | --- | ---- | ---- | ---- |
| D. Barlow          | 33 | 144  | 1  | 420  | 53        | 104       | 51,0      | 3         | 9         | 33,3      | 29          | 42          | 69,0        | 45       | 68       | 113      | 9     | 12    | 14  | 47   | 36   | -32  |
| C. Bassey          | 19 | 63   | 0  | 205  | 29        | 39        | 74,4      | 0         | 1         | 0         | 5           | 6           | 83,3        | 23       | 53       | 76       | 15    | 8     | 17  | 31   | 21   | -46  |
| J. Bouyea          | 3  | 11   | 0  | 38   | 4         | 6         | 66,7      | 1         | 1         | 100,0     | 0           | 0           | 0           | 1        | 8        | 9        | 1     | 1     | 0   | 7    | 3    | +7   |
| M. Branham         | 75 | 690  | 29 | 1594 | 178       | 360       | 49,4      | 93        | 268       | 34,7      | 55          | 63          | 87,3        | 28       | 120      | 148      | 91    | 27    | 8   | 94   | 156  | -373 |
| J. Champagnie      | 74 | 504  | 59 | 1468 | 63        | 125       | 50,4      | 101       | 277       | 36,5      | 75          | 92          | 81,5        | 42       | 164      | 206      | 57    | 48    | 42  | 77   | 103  | -141 |
| S. Cissoko         | 12 | 45   | 0  | 141  | 15        | 21        | 71,4      | 1         | 12        | 8,3       | 12          | 15          | 80,0        | 8        | 14       | 22       | 3     | 7     | 3   | 18   | 10   | +25  |
| Z. Collins         | 69 | 776  | 29 | 1526 | 240       | 435       | 55,2      | 58        | 181       | 32,0      | 122         | 162         | 75,3        | 118      | 252      | 370      | 132   | 34    | 52  | 206  | 194  | -393 |
| M. Diakité         | 3  | 12   | 0  | 16   | 4         | 5         | 80,0      | 0         | 0         | 0         | 4           | 6           | 66,7        | 1        | 2        | 3        | 0     | 0     | 1   | 1    | 2    | +5   |
| D. Duke Jr.        | 4  | 26   | 0  | 51   | 7         | 12        | 58,3      | 3         | 6         | 50,0      | 3           | 3           | 100,0       | 2        | 8        | 10       | 3     | 2     | 0   | 4    | 5    | +6   |
| D. Graham          | 23 | 114  | 0  | 313  | 13        | 25        | 52,0      | 25        | 83        | 30,1      | 13          | 16          | 81,3        | 5        | 31       | 36       | 17    | 9     | 2   | 14   | 49   | +23  |
| R. Gray            | 3  | 23   | 0  | 39   | 7         | 10        | 70,0      | 3         | 7         | 42,9      | 0           | 0           | 0           | 2        | 5        | 7        | 1     | 1     | 1   | 0    | 6    | +14  |
| K. Johnson         | 69 | 1084 | 27 | 2038 | 264       | 495       | 53,3      | 127       | 367       | 34,6      | 175         | 221         | 79,2        | 95       | 282      | 377      | 100   | 51    | 20  | 149  | 195  | -347 |
| T. Jones           | 77 | 771  | 48 | 2138 | 239       | 409       | 58,4      | 64        | 191       | 33,5      | 101         | 118         | 85,6        | 58       | 231      | 289      | 116   | 78    | 9   | 92   | 478  | -22  |
| S. Mamuk'elashvili | 46 | 190  | 5  | 451  | 54        | 91        | 59,3      | 19        | 64        | 29,7      | 25          | 34          | 73,5        | 45       | 102      | 147      | 19    | 7     | 12  | 35   | 49   | +45  |
| D. McDermott       | 46 | 276  | 0  | 700  | 19        | 42        | 45,2      | 76        | 173       | 43,9      | 10          | 17          | 58,8        | 8        | 40       | 48       | 24    | 11    | 2   | 48   | 57   | -156 |
| C. Osman           | 72 | 489  | 3  | 1269 | 98        | 163       | 60,1      | 86        | 221       | 38,9      | 35          | 52          | 67,3        | 25       | 155      | 180      | 47    | 36    | 11  | 107  | 119  | -353 |
| J. Sochan          | 74 | 861  | 73 | 2193 | 270       | 549       | 49,2      | 70        | 227       | 30,8      | 111         | 144         | 77,1        | 137      | 339      | 476      | 140   | 62    | 40  | 168  | 249  | -344 |
| D. Vassell         | 68 | 1323 | 62 | 2248 | 332       | 610       | 54,4      | 166       | 446       | 37,2      | 161         | 201         | 80,1        | 27       | 234      | 261      | 108   | 73    | 23  | 74   | 277  | -291 |
| V. Wembanyama      | 71 | 1522 | 71 | 2106 | 423       | 792       | 53,4      | 128       | 394       | 32,5      | 292         | 367         | 79,6        | 161      | 594      | 755      | 260   | 88    | 254 | 153  | 274  | -143 |
| B. Wesley          | 61 | 268  | 3  | 876  | 90        | 160       | 56,3      | 12        | 55        | 21,8      | 52          | 78          | 66,7        | 18       | 76       | 94       | 55    | 29    | 9   | 89   | 166  | -144 |
| Totale             | 82 | 9192 | –  | –    | 2402      | 4453      | 53,9      | 1036      | 2983      | 34,7      | 1280        | 1637        | 78,2        | 849      | 2778     | 3627     | 1198  | 584   | 520 | 1414 | 2449 | -532 |